# MS Trollfjord
MS Trollfjord er et skib i Hurtigruten ASA, og sejler for Hurtigruten langs norskekysten t/r Bergen – Kirkenes. MS Trollfjord blev bygget på Fosen Mek. Verksted i Trondheimsfjorden, og er det første af fjerde generation hurtigruteskibe efter anden verdenskrig. Det blev leveret til Troms Fylkes Dampskipselskab (TFDS) i Tromsø, der siden er fusioneret til Hurtigruten ASA med det andet rederi bag Hurtigruten, Ofotens og Vesterålens Dampskipselskab (OVDS) i Narvik, der samme år fik leveret sit bud på den nye generation hurtigruteskibe M/S Finnmarken, som har samme størrelse, men helt anderledes design og planløsning.
I 2003 fik MS Trollfjord en tvillingesøster, MS Midnatsol. De to skibe er næsten identiske, dog er der stor forskel i farvevalg i interiøret. Hvor MS Trollfjord er præget af vinterens kølige blålige farver, er MS Midnatsol indrettet med gyldne og varme sommerfarver.
Skønt begge skibe har et udseende som krydstogtskibe, er de ligesom de øvrige hurtigruteskibe forsynet med betydelig kapacitet til transport af stykgods samt køle- og frysegods, idet Hurtigruten fortsat udgør en vigtig del af Nor-Lines' godstransportsystem i Norge. Og ud over faciliteter for turister og konferencegæster som konferencesal, spa-bade på øverste dæk og sauna er skibene også kendetegnet ved en høj service for lokalpassagerer, bl.a. er cafeteriet på skibene åbent døgnet rundt.
Selv om den ordinære postbefordring med Hurtigrutens skibe ophørte i forrige århundrede, længe inden MS Trollfjord blev leveret, har skibet af historiske årsager lov at føre det norske postflag.
| MS Trollfjord            | MS Trollfjord                                                                        | MS Trollfjord                                                         |
| Tekniske Data (Overblik) | Tekniske Data (Overblik)                                                             |                                                                       |
| ------------------------ | ------------------------------------------------------------------------------------ | --------------------------------------------------------------------- |
| Skibstype:               | Stykgods- og passagerskib                                                            |                                                                       |
| Virksomhed:              | Cruise, fragt af stykgods, køle-/frysegods samt lokale passagerer (distancerejsende) |                                                                       |
| Tonnage:                 | 16140 ton                                                                            |                                                                       |
| Motortype:               | Dieselmotorer                                                                        |                                                                       |
| Rederi:                  | Hurtigruten ASA                                                                      |                                                                       |
| Ejer:                    | Hurtigruten ASA                                                                      |                                                                       |
| Længde (l.oa.):          | 135,75 m                                                                             |                                                                       |
| Bredde (oa.):            | 21,5 m                                                                               |                                                                       |
| Maxhastighed:            | 18 knop                                                                              |                                                                       |
| Passagerkapacitet:       | 822                                                                                  |                                                                       |
| Passagerdæk:             | 7                                                                                    |                                                                       |
| Besætning:               | 170 (nedbemandes ved lavere passagertal)                                             |                                                                       |
| Byggeår:                 | 2002                                                                                 |                                                                       |
| Land:                    | Norge                                                                                |                                                                       |
| Hjemmehavn:              | Tromsø                                                                               |                                                                       |
| Sprog/Valuta:            | Norsk, tysk, engelsk, NOK / EUR                                                      |                                                                       |
| Antall bilpladser:       | 45                                                                                   |                                                                       |
| Kilde:                   | Hurtigruten                                                                          | Hurtigruta, af Pål Espolin Johnson, Oslo 2008. ISBN 978-82-02-28381-0 |

- Wikimedia Commons har flere filer relateret til MS Trollfjord

| Vandsport/vandtransport | Spire Denne vandsports- eller vandtransportsartikel er en spire som bør udbygges. Du er velkommen til at hjælpe Wikipedia ved at udvide den. |

59°27′56″N 5°13′08″Ø / 59.46556°N 5.21885°Ø